# Spoleto
Spoleto (phát âm tiếng Ý: [spoˈleːto]) (Latinh Spoletum) là một thành phố cổ thuộc tỉnh Perugia, đông trung bộ Umbria tại một khu vực đồi dưới dãy Appennini. Thành phố này cách Trevi 20 km về phía nam, cách Terni 29 km về phía nam, cách Perugia 63 km về phía đông nam. Dân số theo điều tra năm 2003 là 38.000 người.

## Lịch sử
Thành phố nằm ở phía đông của đường La Mã cổ đại Via Flaminia, rẽ vào hai nhánh ở Narni, sau đó hợp lại ở Forum Flaminii gần Foligno. Một con đường cổ khác chạy từ đó tới Norcia. Cây cầu Ponte Sanguinario xây dựng từ thế kỷ 1 vẫn còn tồn tại ở đó. Nó nằm dưới Spoleto ngày nay.
Spoleto nằm tại một khu vực thung lũng rộng lớn, được bao quanh bởi những ngọn núi. Từ lâu nó đã chiếm một vị trí địa lý chiến lược. Nó dường như là một thị trấn quan trọng đối với các bộ lạc Umbri, những người đã xây dựng các bức tường xung quanh khu định cư của họ vào thế kỷ thứ 5 trước Công nguyên, một số trong đó ngày nay vẫn có thể được nhìn thấy.

## Các đơn vị trực thuộc (frazioni)
Acquaiola, Acquacastagna, Ancaiano, Azzano, Baiano, Bazzano Inferiore, Bazzano Superiore, Beroide, Camporoppolo, Campo Salese, Cerqueto, Cese, Collerisana, Collicelli, Cortaccione, Crocemaroggia, Eggi, Fogliano, Forca di Cerro, Madonna di Baiano, Maiano, Messenano, Milano, Montebiblico, Monteluco, Monte Martano, Morgnano, Morro, Ocenelli, Palazzaccio, Perchia, Petrognano, Pompagnano, Pontebari, Poreta, Protte, Rubbiano, San Brizio, San Giacomo, San Giovanni di Baiano, San Martino in Trignano, San Nicolò, San Silvestro, Santa Croce, Sant'Anastasio, Sant'Angelo in Mercole, San Venanzo, Silvignano, Somma, Strettura, Terraia, Terzo la Pieve, Terzo San Severo, Testaccio, Uncinano, Valdarena, Valle San Martino, Vallocchia.